# Liste der Kulturdenkmäler in Lahr (Eifel)
In der Liste der Kulturdenkmäler in Lahr sind alle Kulturdenkmäler der rheinland-pfälzischen Ortsgemeinde Lahr einschließlich des Ortsteils Bierendorf aufgeführt. Grundlage ist die Denkmalliste des Landes Rheinland-Pfalz (Stand: 27. Juni 2022).

## Einzeldenkmäler
| Bezeichnung                           | Lage                                                | Baujahr                           | Beschreibung | Bild                           |
| ------------------------------------- | --------------------------------------------------- | --------------------------------- | --- | ------------------------------ |
| Hofanlage                             | Bierendorf, Bierendorfer Straße 2 Lage              | 1801                              | stattliches Wohnhaus mit Backhaus und Altenteil, bezeichnet 1801; kleine Kapelle, um 1900 | BW                             |
| Wegekreuz                             | Bierendorf, nordwestlich des Ortes an der B 50 Lage | 1864                              | historisierendes Vollnischenkreuz, (ehemals) bezeichnet 1864 | BW                             |
| Portal                                | Lahr, Am Kettenberg, an Nr. 7 Lage                  | um 1820                           | nachbarocker Hauseingang, wohl um 1820 | BW                             |
| Hofanlage                             | Lahr, Hauptstraße 18 Lage                           | erste Hälfte des 19. Jahrhunderts | Dreiseithof, erste Hälfte des 19. Jahrhunderts; Wohnhaus mit fünfachsigem Wohnteil und zweiachsigem Backhaus mit Altenteil, bezeichnet 1812, Scheune, Stallscheune                                                 | Fotos hochladen                |
| Wohnhaus                              | Lahr, Hauptstraße 23 Lage                           | um 1840                           | stattliches Wohnhaus mit fünfachsigem Wohnteil und zweiachsigem Backhaus mit Altenteil, um 1840 | BW                             |
| Wohnhaus                              | Lahr, Obersgegener Weg 1 Lage                       | um 1734                           | Wohnhaus mit Wohnteil und Backhaus mit Altenteil, erste Hälfte des 18. Jahrhunderts (wohl um 1734), Erweiterung bezeichnet 1785                                                                                    | BW                             |
| Katholische Pfarrkirche Kreuzerhöhung | Lahr, Tellstraße Lage                               | 1865–70                           | romanisierender Saalbau, 1865–70, Architekt Kreisbaumeister Wolff, Bitburg, 1956/57 reduziert; in der Südwand Altarretabel, 16. Jahrhundert; auf dem Kirchhof barockisierendes altarartiges Kriegerdenkmal 1914/18 | weitere Bilder Fotos hochladen |
| Pfarrhaus                             | Lahr, Tellstraße 3 Lage                             | 1822                              | Pfarrhaus; fünfachsiges Wohnhaus, bezeichnet 1822, historisierende Erweiterung angeblich 1829, Erscheinungsbild um 1900                                                                                            | BW                             |
| Kreuzweg                              | Lahr, Tellstraße, bei Nr. 3 Lage                    | 1877                              | Kreuzweg; 14 neugotische Stationen, Kapelle mit Kreuzdach, 1877 | weitere Bilder Fotos hochladen |
| Hofanlage                             | Lahr, Zur Lehmkaul 2 Lage                           | 1736                              | zum Quereinhaus beziehungsweise Zweiseithof erweitertes Wohnhaus, bezeichnet 1736 | BW                             |